# 中院盛子
中院 盛子（なかのいん もりこ、1862年1月16日〈文久元年12月17日〉 - 1883年〈明治16年〉2月8日）は、幕末・明治時代の女性。水戸徳川家11代当主・徳川昭武の妻。父は公卿（盛子の死後に伯爵）中院通富。別名は瑛姫、栄姫。諡は恭哀夫人。

## 生涯
中院通富の娘として生まれる。幼少期に徳川昭武の婚約者として水戸徳川家に入り、将来の奥方としての教育を受けつつ、学習院でも学んだ。
明治8年（1875年）に昭武の夫人となり、明治16年（1883年）1月に長女の昭子（松平頼寿夫人）を出産した。しかし産後の肥立ちが悪く、同年2月に盛子は死去した。昭武も5月に家督を甥の篤敬に譲り、隠居した。